# Gens Coiedia
La gens Coiedia (nomen Coiedius) fu una gens di rango senatoriale dell'antica Roma.
Di questa gens sono noti alcuni esponenti attraverso alcune iscrizioni e soprattutto la domus dei Coiedii, che è stata ritrovata durante gli scavi archeologici della città romana di Suasa. Sia le indagini sull'abitazione che le notizie epigrafiche sugli esponenti attestano l'esistenza della famiglia almeno nel periodo tra I secolo a.C. e III secolo d.C.

## Esponenti

### Lucio Coiedio Candido

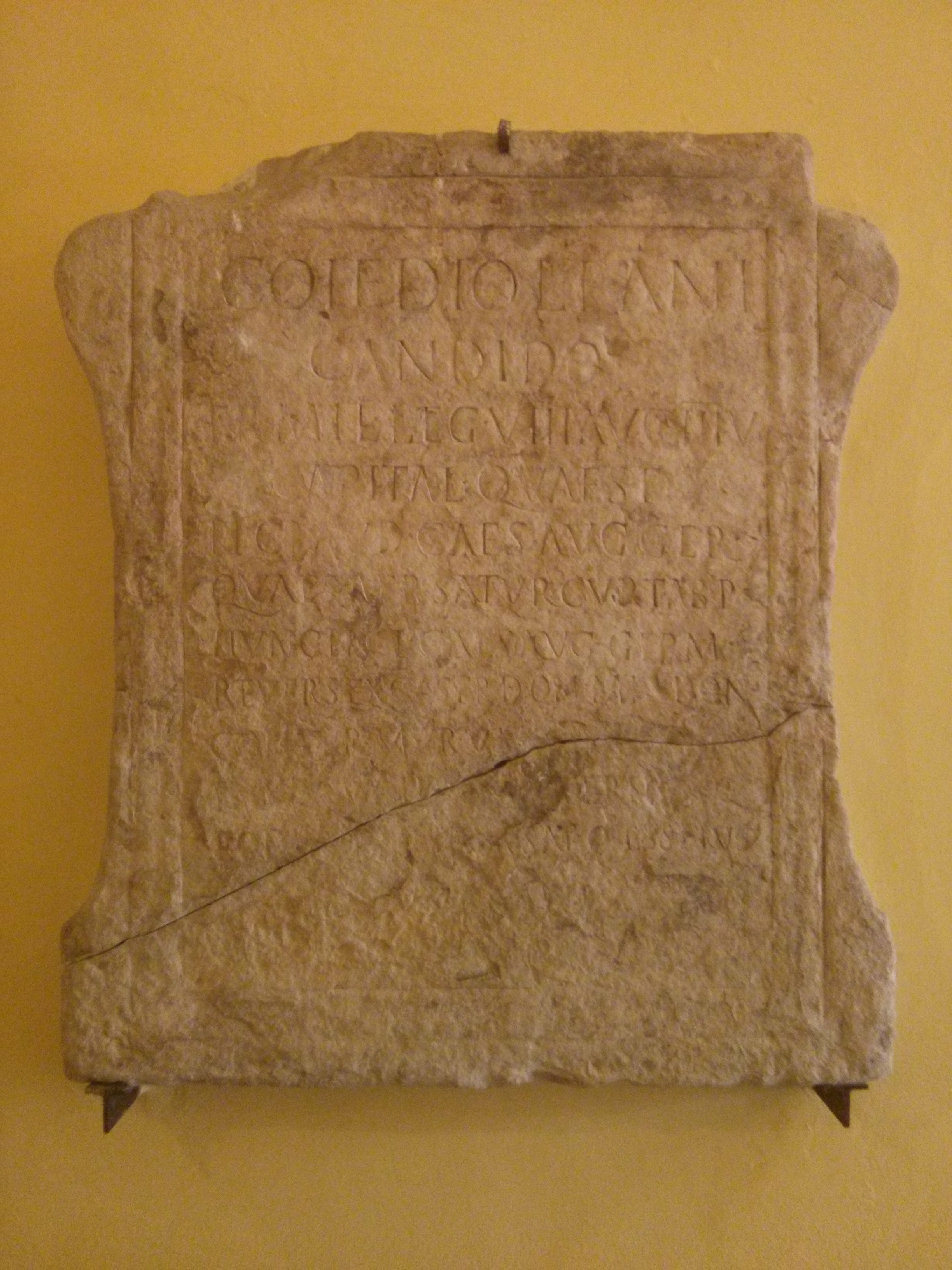
CIL XI 6163

Lucio Coiedio Candido è noto da un'iscrizione  già ritrovata in un punto non meglio precisato dell'area urbana di Suasa nell'Ottocento e nota a Theodor Mommsen che l'ha trascritta in C.I.L. XI, 6163. L'iscrizione narra il cursus honorum di Lucio Coiedio Candido. Lo scioglimento delle abbreviazioni contenute nell'iscrizione da il testo:
Dall'iscrizione si deduce che Lucius è vissuto nel I secolo d.C. sotto l'imperatore Claudio, era senatore romano, tribuno militare della Legio VIII Augusta, alla fine della sua carriera militare l'imperatore lo insignì di quattro onorificenze militari: la corona aurea, la corona murale, la corona vallare e l'asta pura, successivamente lo scelse tra i suoi questori, divenne questore dell'erario di Saturno e curatore del Tabularium publicum.
Il termine Publice in fondo al testo testimonia che questa era un'iscrizione celebrativa pubblica che la municipalità suasana aveva dedicato a questo illustre personaggio ed era affissa in un luogo pubblico, probabilmente il foro della città.

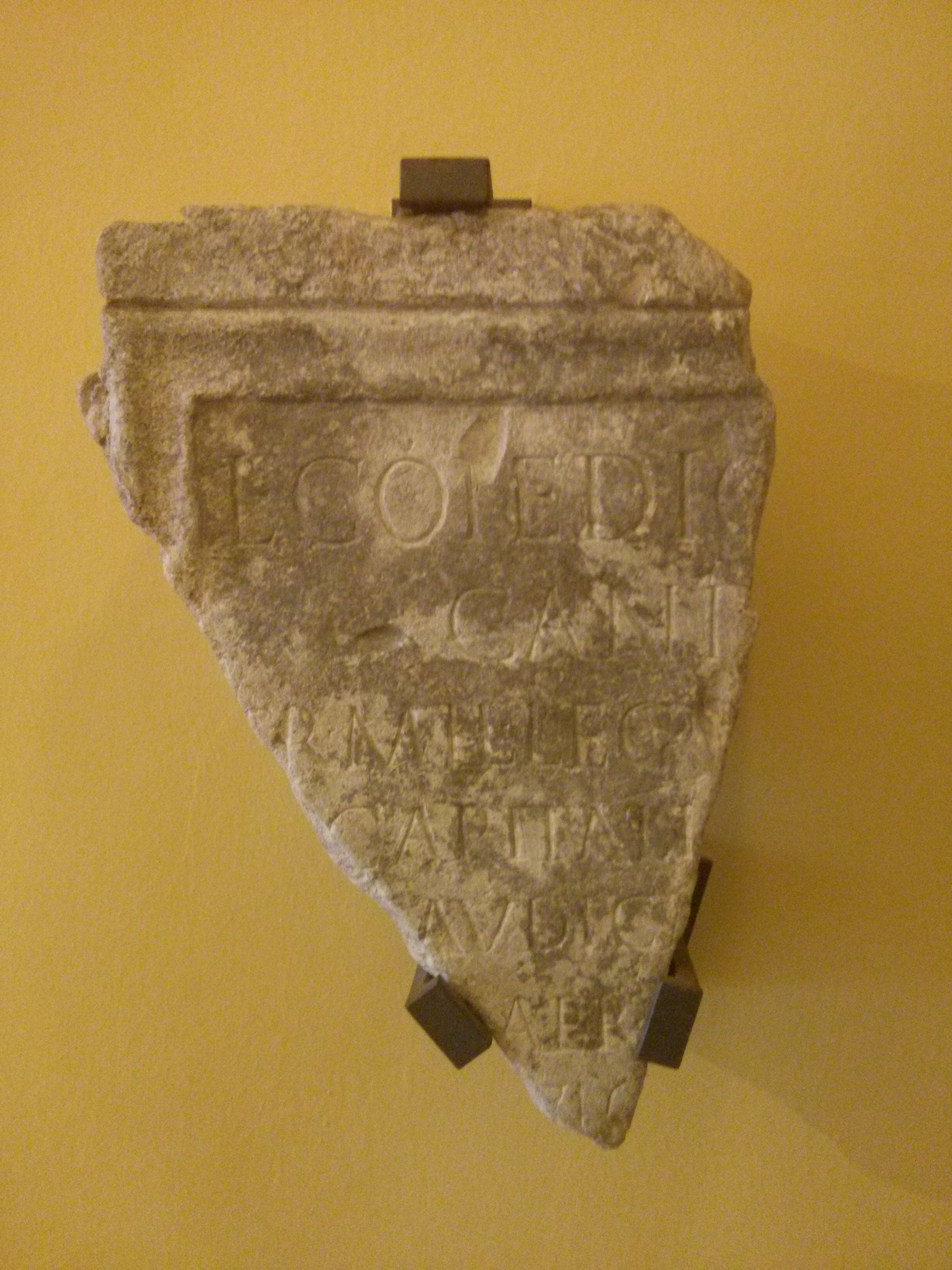
AE 1992, 0566

Un frammento della copia privata di questa iscrizione che fu conservata dalla famiglia dei Coiedii nella propria abitazione è stato ritrovato nel 1992 all'interno della domus dei Coiedii, nella piscina natatoria, ed insieme ad altri elementi ha reso possibile il collegamento tra la lussuosa abitazione e la storia di questo personaggio e la sua famiglia.

### Tito Coiedio Massimo
Un'iscrizione ritrovata nel 1971 a Banasa, (Marocco) nota coma Tabula Banasitana, ci dà testimonianza dell'esistenza di Coiedius Maximus, governatore della Mauretania. L'importanza della iscrizione risiede nel fatto che datandosi al 168/169 d.C. testimonia il perdurare della fortuna della famiglia dei Coiedii che proprio all'inizio del II secolo d.C. attua un ampliamento della propria dimora suasana.
In un'iscrizione conservata in modo incompleto  rinvenuta a Volubilis, si trovano le lettere "Tito Coie": Coiedius Maximus potrebbe essere stato responsabile della costruzione delle mura della città di Volubilis.

### Caio Coiedio Trever
Caio Coiedio Trever è noto da un'epigrafe ritrovata a Bingium e datata alla prima metà del I secolo d.C.

### Ramo equestre diSentinum
Nella città di Sentinum, vicino all'odierna Sassoferrato (AN), sono state ritrovate due iscrizioni che ci testimoniano la presenza in questa città di alcuni esponenti, appartenenti al ceto equestre, della gens Coiedia. In CIL 11, 5737 vengono citati Coiedius Proculus, Coiedius Hilarianus, Coiedius Phampilus, Coiedio Auxanon mentre in CIL 11, 5774 è citato Coiedius Helitius.
La vicinanza geografica tra Sentinum e Suasa consente di ipotizzare una parentela tra quelli che potevano essere due rami della stessa famiglia.